# Roy-Boissy
Roy-Boissy település Franciaországban, Oise megyében. Lakosainak száma 329 fő (2022. január 1.). Roy-Boissy Fontaine-Lavaganne, Grémévillers, Marseille-en-Beauvaisis, Morvillers, Saint-Maur és Thérines községekkel határos.

## Népesség
A település népessége az elmúlt években az alábbi módon változott:
| Lakosok száma | 347  | 331  | 327  | 318  | 313  | 308  | 315  | 322  | 329  |
|               | 2013 | 2015 | 2016 | 2017 | 2018 | 2019 | 2020 | 2021 | 2022 |